# Ервин II фон Глайхен
Ервин II фон Глайхен (на немски: Erwin II von Gleichen; * ок. 1124, Грефентона, Тюрингия; † 7 септември 1192 или 7 септември 1193) е граф на Глайхен, граф на Тона, фогт на Героде (1154), граф на Глайхен (1162), граф на Тюрингия (1167), фогт на манастир Ордруф (1167).

## Произход
Фамилията му е роднина с херцозите на Брауншвайг-Люнебург. Той е син на граф Ернст I фон Глайхен, Тона и Харбург († 1151) и внук на граф Ервин I фон Глайхен († сл. 1133). Брат е на Ернст II († 1170 обезглавен), (бург) граф на Харбург (1154), фогт на Героде (1157). Сестра му Хелебург († сл. 1188) е омъжена за граф Фридрих I фон Байхлинген († убит 1159).
Граф Ервин II фон Глайхен умира на 7 септември 1192 или 1193 г. и е погребан в манастир Св. Петър, Ерфурт.

## Фамилия
Ервин II фон Глайхен се жени за жена с неизвестно име († пр. 11 ноември 1192) и има четири деца:
- Ламберт II фон Глайхен-Тона (* ок. 1160; † 14 септември 1227), граф на Глайхен-Тона, женен на 2 септември 1223 г. за София фон Ваймар-Орламюнде († 3 септември 1244)
- Ернст III фон Глайхен († сл. 1228), женен за Берта фон Лора († сл. 1211)
- дъщеря фон Глайхен, омъжена пр. 11 ноември 1192 г. за Попо фон Вазунген († ок. 1198/1199), син на граф Готеболд III фон Вазунген (ок. 1107 – ок. 1164)
- дъщеря фон Тона, омъжена пр. 11 ноември 1192 г. за граф Дитрих II фон Берка († сл. 1225)